# Palazzo Ducale (Gênes)
Pour les articles homonymes, voir Palazzo Ducale.
Le palais ducal de Gênes ou palais des doges de Gênes (en italien : Palazzo Ducale di Genova ; en ligure : Pâxo), est un palais urbain situé sur la piazza Matteotti, au cœur de la ville de Gênes, en Italie. Siège pendant des siècles du gouvernement de la république de Gênes, manifestation architecturale de la puissance de cet État maritime, il fut la résidence des doges de Gênes de 1339 à 1797.

## Histoire
Depuis 1294, la république de Gênes possédait le palais Fieschi, un bâtiment médiéval qui fut intégré à la construction de l'actuel édifice lors de la domination économique et militaire génoise en Méditerranée, à la suite des conflits navals contre les Pisans (bataille de la Meloria en 1284) et les Vénitiens (bataille de Curzola en 1298).
Aux XIVe et XVe siècles, le palais fut agrandi et restructuré, effaçant pratiquement l'ancien aspect médiéval, lui donnant un aspect majestueux lui permettant d'accueillir avantageusement les institutions la nouvelle république oligarchique génoise.
En 1591, l’architecte Andrea Ceresola, surnommé Le Vannone, restructura de nouveau le palais et en fit un « édifice monumental ».
De 1653 à 1655, Giovanni Battista Carlone réalisa avec Domenico Fiasella le décor de la Chapelle ducale.
En 1777,  le palais, qui avait brûlé, nécessita une reconstruction par l'architecte Simone Cantoni, un architecte suisse qui l'aménagea en style néoclassique.
Au XXe siècle, le palais fut de nouveau restauré.
Commencée dans les années 1980, la dernière restauration du Palais Ducal dura 10 ans. D'un volume de 3 000 m3, elle représente à ce jour l’œuvre la plus importante jamais réalisée en Europe[réf. nécessaire].
Le palais a été rendu à la ville le 14 mai 1992. Siège de la préfecture, des boutiques et des espaces de loisirs y sont implantés et il accueille des événements culturels, expositions, concerts et conférences. C’est aujourd’hui le plus grand centre culturel d’Italie avec près de 38 000 m2. Il a été le siège de l'exposition Gênes 2004 Capitale Européenne de la Culture.
En 1999, Lorenzo Garaventa accepta de réaliser la reconstruction des statues des Doria (détruites par les Jacobins en 1797), situées à l'entrée du Palazzo Ducale. Il termina la statue d'Andrea Doria de Giovanni Angelo Montorsoli, et démarra celle de Giovanni Andrea Doria, mais sa mort en 2003 l'empêcha de terminer l'œuvre.
En 2001, les chefs d'État du G8 s'y sont réunis.

## Architecture
Le palais ducal constitue un ensemble monumental complexe. Sa structure est de forme carrée et son architecture rappelle l'art de la Renaissance. Une partie du bâtiment médiéval (Palais Fieschi) est encore visible à l'emplacement de la Tour du Peuple, (la Grimaldina) sous laquelle subsistent encore les prisons de l'époque. Le corps central du Palais Ducal comprend le Salon du Petit Conseil (Salonetto) et le Salon du Grand Conseil, reconstruits dans leur forme actuelle après l'incendie de 1777.
Le Salon du Grand Conseil est décorée de bandes montantes de stuc et de fresques. La grande voûte, le toit en pavillon du Salon du Grand Conseil, la Chapelle Ducale, ainsi que la façade sont de style néoclassique.

## Œuvres remarquables
Salon du Petit Conseil
- La balustrade de marbre circulaire réalisation de Carlo Barabino (architecte néoclassique).
- L'Arrivée à Gênes des cendres de Baptiste et Colombe se posant sur les Indes, peintures à fresques de Carlo Giuseppe Ratti (peintre néoclassique)
- l'Allégorie des vertus du bon gouvernement (treize tapisseries).
- Médaillons de portraits  de Ligures illustres, réalisés par Nicolo Traverso, Andrea Casaregi et Francesco Ravaschio.

Salon du Grand Conseil
- Allégories de La Concorde et la Paix, 2 statues d'Andrea Casaregi,
- Allégorie de la Justice, statue de Nicolo Traverso.
- Allégorie de la Force, statue de Francesco Ravaschio.
- La Bataille de la Meloria (fresque) de Giovanni David.
- en 2001, pour l'ouverture du G8, le salon du Grand Conseil est le cadre de la performance VB48, de l'artiste américaine Vanessa Beecroft, née à Gênes.

Chapelle Ducale
- Décoration réalisée par Giovanni Battista Carlone (1653 et 1655).
- Vierge avec les saints Georges, Jean-Baptiste, Bernard et Laurent (quadratura) par Giulio Benso.

## Sources
- (it) Cet article est partiellement ou en totalité issu de l’article de Wikipédia en italien intitulé « Palazzo Ducale (Genova) » (voir la liste des auteurs).